# Барышева, Варвара Борисовна
Варва́ра Бори́совна Ба́рышева (род. 24 марта 1977, Москва) — российская спортсменка, конькобежка. Бронзовый призёр зимних Олимпийских игр в Турине, чемпионка России в многоборье и 6-кратная призёр чемпионата России Заслуженный мастер спорта России (2006). Выступала за ВФСО «Динамо» и ЭШВСМ «Воробьёвы горы».

## Биография
Варвара Барышева родилась в спортивной семье. Её отец Барышев Борис Павлович был тренером не только дочери, но и сборной России. Но сначала, с шести лет занималась фигурным катанием в АЗЛК (в настоящее время – ГБУ ДО СШОР «Москвич») у заслуженных тренеров СССР Станислава Алексеевича Жука и Виктора Николаевича Кудрявцева. В 15 лет она перешла в конькобежный спорт, где её первыми тренерами стали её папа и Валентина Беликова.
В 1995 году Варвара впервые участвовала на чемпионате России в многоборье, а через год на чемпионате мира среди юниоров. В декабре 1996 года завоевала бронзовую медаль на чемпионате России в многоборье и через два месяца стартовала на чемпионате мира в классическом многоборье, где заняла 12-е место. В марте на чемпионате мира на отдельных дистанциях заняла 13-е место в забеге на 1500 м и 14-е на 3000 м.
В декабре 1997 года Барышева заняла 2-е место на дистанции 1500 м на олимпийском отборе и попала в сборную на олимпиаду. В феврале 1998 года на зимних Олимпийских играх в Нагано заняла 20-е место в забеге на 1500 м. С 1998 года и по 2002 год она беспрерывно участвовала на чемпионатах мира в классическом многоборье и лучшими результатами стали 6-е место на чемпионате мира в 2001 году и 5-е место на чемпионате мира в 2002 году.
На чемпионатах мира на отдельных дистанциях участвовала с 1997 года до 2001 года и лучшим результатом было 6-е место в забеге на 1500 м на чемпионате мира на отдельных дистанциях в 1999 году. В 1999 и 2000 годах была бронзовым призёром чемпионата России в многоборье, и также два года подряд на чемпионатах Европы в классическом многоборье, занимала 8-е место. В 2001 году выиграла чемпионат России в многоборье. В том же году на чемпионате мира в спринтерском многоборье заняла 9-е место. 17 марта 2001 года на соревнованиях в канадском Калгари Варвара Барышева улучшила рекорд России на дистанции 1500 метров с результатом 1:55,22 сек.
В декабре 2001 года Варвара прошла отбор на олимпиаду на 4-х дистанциях. В январе 2002 года заняла лучшее за всё время 5-е место на чемпионате Европы в классическом многоборье, а 2 февраля на предолимпийских соревнованиях в Солт-Лейк-Сити установила рекорд страны на дистанции 5000 м, который был побит только 19 февраля 2014 года. В феврале на зимних Олимпийских играх в Солт-Лейк-Сити поднялась на 5-е место в забеге на 5000 м, заняла 10-е место на 1500 м, 14-е на 3000 м и 20-е на 1000 м. В 2004 году Варвара выиграла серебро на чемпионате России в многоборье, а через год стала 3-й. 
В 2006 году Варвара участвовала на своих третьих зимних Олимпийских играх в Турине, где выиграла бронзовую медаль в командной гонке преследования вместе с Галиной Лихачёвой, Екатериной Абрамовой, Екатериной Лобышевой и Светланой Высоковой. Также заняла 11-е место в забеге на 1000 м и 20-е на 1500 м. В том же году прекратила кататься.

## Спортивные результаты
|      | Чемпионаты России в многоборье | Чемпионаты Европы | Чемпионаты мира в многоборье | Чемпионаты мира в спринте | Чемпионаты мира на отдельных дистанциях | Зимние Олимпийские игры                        |
| ---- | ------------------------------ | ----------------- | ---------------------------- | ------------------------- | --------------------------------------- | ---------------------------------------------- |
| 1996 |                                |                   |                              |                           |                                         |                                                |
| 1997 | 3                              |                   | 12                           |                           | 13 (1500 м) 14 (3000 м)                 |                                                |
| 1998 |                                |                   | 18                           |                           | 19 500 м 21 (1000 м) 11 (1500 м)        | 20 (1500 м)                                    |
| 1999 | 3                              | 8                 | 8                            |                           | 6 (1500 м) 11 300 м                     |                                                |
| 2000 | 3                              | 8                 | 15                           |                           | 15 (1500 м) 9 (3000 м)                  |                                                |
| 2001 | 1                              | 9                 | 6                            | 9                         | 16 (1000 м) 10 (1500 м) 8 (3000 м)      |                                                |
| 2002 |                                | 5                 | 5                            |                           |                                         | 20 (1000 м) 10 (1500 м) 14 (3000 м) 5 (5000 м) |
| 2003 |                                |                   |                              |                           |                                         |                                                |
| 2004 | 2                              | 10                | 16                           |                           |                                         |                                                |
| 2005 | 3                              | nf4               |                              |                           |                                         |                                                |
| 2006 |                                |                   |                              |                           |                                         | 11 (1000 м) · 20 (1500 м) · (Команды)          |

## Административная работа
Варвара Барышева является президентом Московской федерации конькобежного спорта, исполнительным директором Союза конькобежцев России и заместителем генерального директора «Мегаспорта». Также комментирует соревнования по конькобежному спорту на ТВ.

## Личная жизнь
Варвара окончила Московский государственный гуманитарный университет имени М. А. Шолохова на факультете европейских языков.